# Appawiya
Appawiya fou una regió probablement situada a mig camí entre Apasa (Efes) i Wilusa (Troade), i al sud del territori del riu Seha (la regió al sud de Wilusa, enfront de Lesbos).
Aquesta regió fou probablement domini d'Arzawa fins a la desaparició del regne (vers 1325/1315 aC) i va ser entregada al rei de Seha pel rei hitita Mursilis II, una vegada acabada la guerra.